# لغة الإشارة العمانية
لغة الإشارة العمانية هي لغة الإشارة المستخدمة على الأقل من قبل بعض من سكان سلطنة عمان الصم. وليس من الواضح إذا كانت هناك لغة واحدة في جميع أنحاء البلاد، أو إذا كانت هذه اللغة تختلف عن لغة الإشارة في البلدان المجاورة. السلطات تدرب الشرطة على علامات مترجمي الكلام «للغات الإشارة العربية».
وقد وفرت شرطة عمان السلطانية مترجمين لجميع الوحدات.